# Республика Гласьер
Республика Гласьер (в переводе с исп. — «Ледниковая республика») — виртуальное государство, созданное как рекламно-информационная кампания Гринписом в Чили 5 марта 2014 года в знак протеста против горнодобывающих корпораций, строящихся на леднике или рядом с ним и наносящих ему ущерб. По мнению активистов, «лазейки» в законах между границами Чили и Аргентины и правовой вакуум в нормативных актах, касающихся суверенитета ледников, позволили им легально создать республику. Чили содержит 82 % ледников южной Америки, но в настоящее время не имеет законов, защищающих их.
Активисты говорят, что как только Чили примет соответствующее законодательство, признающее и гарантирующее целостность и защиту своих ледников, «Ледниковая Республика и ее граждане вернут ледники чилийскому государству», и ледниковая Республика прекратит свое существование. Поэтому истинная цель Республики состоит не в создании долговечной страны, а в том, чтобы заставить Чилийское правительство защищать свои ледники.